# Amphoe U Thong

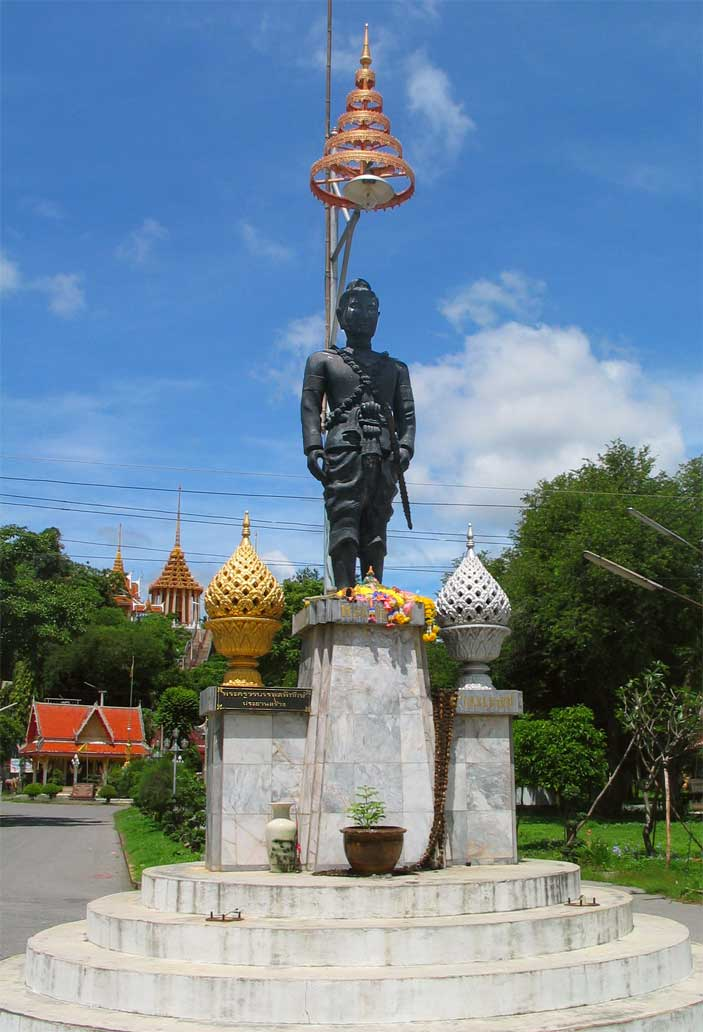
König U Thong, vor Wat Khao Phra Sri Sanphet

Amphoe U Thong (Thai: อำเภอ อู่ทอง, Aussprache: ʔāmpʰɤ̄ː ʔùː tʰɔ̄ːŋ, etwa: Goldene Wiege) ist ein Landkreis (Amphoe – Verwaltungs-Distrikt) im Westen der Provinz Suphan Buri. Die Provinz Suphan Buri liegt im westlichen Teil der Zentralregion von Thailand.

## Geographie
Die benachbarten Amphoe sind im Uhrzeigersinn von Norden aus: Don Chedi, Mueang Suphan Buri, Bang Pla Ma und Song Phi Nong, sowie die Amphoe der Provinz Kanchanaburi: Nong Prue, Lao Khwan, Huai Krachao und Phanom Thuan.

## Geschichte
U Thong ist eine sehr alte Stadt. Archäologen fanden in vielen Teilen des Landkreises prähistorische Werkzeuge und menschliche Skelette. Man nimmt an, dass sich hier ein Zentrum der Dvaravati-Kultur befand.
Mueang Thao U Thong („die Stadt von König U Thong“) ist auch eine Stadt aus den Legenden, die sich um die Gründung des Königreiches Ayutthaya ranken. Prinz U Thong soll die Einwohner seiner Stadt vor einer Cholera-Epidemie in Sicherheit gebracht, und so nicht sehr weit entfernt die neue Stadt Krung Si Ayutthaya am 4. März 1351 A. D. gegründet haben.
Der Landkreis U Thong wurde 1905 mit dem Namen Chorakhe Sam Phan eingerichtet. Im Jahr 1940 verlegte die Regierung die Verwaltung des Bezirks von Ban Chorakhe Sam Phan in die Gegend der historischen Stadt. Gleichzeitig wurde der Name in U Thong umbenannt.

## Produkte
Vor etwa 200 Jahren siedelte sich eine Gruppe von Auswanderern aus Vientiane, Laos in Ban Kham im heutigen Tambon Phlapphla Chai an. Das alte Wissen um Heilkräuter wurde von Generation zu Generation weitergegeben und ist heute im Rahmen der OTOP (One Tambon One Product) zu einer gewissen Perfektion entwickelt worden. 

## Sehenswürdigkeiten
- Im U-Thong-Nationalmuseum befinden sich zahlreiche Funde, die von Archäologen hier ausgegraben wurden. Ausgestellt sind zum Beispiel Werkzeuge und Buddha-Statuen, die zum Teil aus der Dvaravati-Periode stammen.
- Wat Khao Phra Sri Sanphet, malerisch an einem Berg gelegene buddhistische Tempelanlage (Wat) mit einer großen liegenden Buddha-Statue in einer Höhle

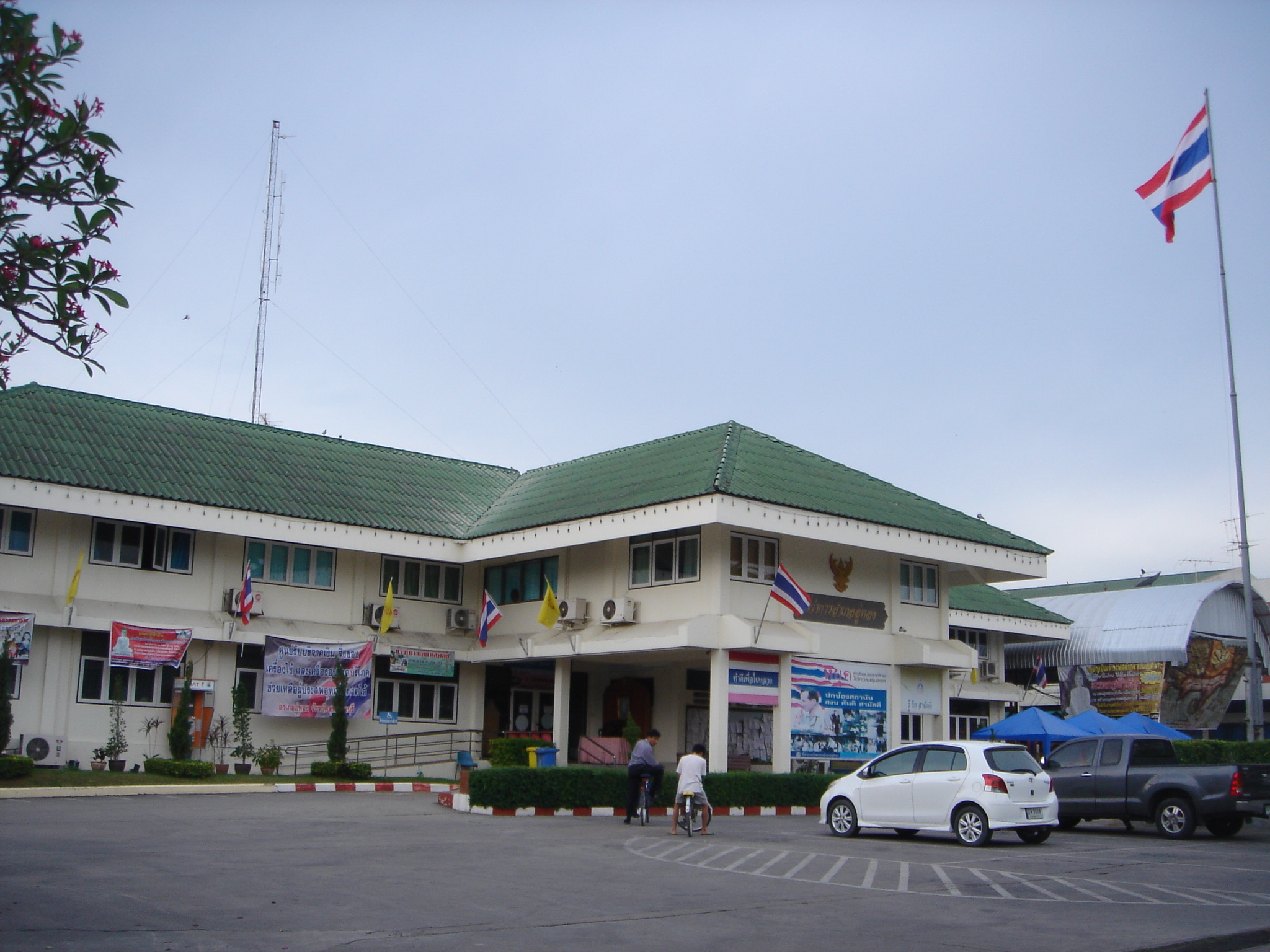
Bezirksverwaltung

## Verwaltung

### Provinzverwaltung
Der Landkreis U Thong ist in 13 Tambon („Unterbezirke“ oder „Gemeinden“) eingeteilt, die sich weiter in 154 Muban („Dörfer“) unterteilen.
| Nr. | Name              | Thai      | Muban | Einw.  |
| --- | ----------------- | --------- | ----- | ------ |
| 01. | U Thong           | อู่ทอง      | 11    | 23.868 |
| 02. | Sa Yai Som        | สระยายโสม | 10    | 08.352 |
| 03. | Chorakhe Sam Phan | จรเข้สามพัน | 15    | 13.105 |
| 04. | Ban Don           | บ้านดอน    | 09    | 07.710 |
| 05. | Yung Thalai       | ยุ้งทะลาย   | 07    | 04.497 |
| 06. | Don Makluea       | ดอนมะเกลือ | 12    | 04.548 |
| 07. | Nong Ong          | หนองโอ่ง   | 14    | 09.859 |
| 08. | Don Kha           | ดอนคา     | 20    | 13.245 |
| 09. | Phlapphla Chai    | พลับพลาไชย | 14    | 11.854 |
| 10. | Ban Khong         | บ้านโข้ง    | 14    | 08.855 |
| 11. | Chedi             | เจดีย์      | 08    | 03.076 |
| 12. | Sa Phang Lan      | สระพังลาน  | 10    | 05.203 |
| 13. | Krachan           | กระจัน     | 10    | 07.249 |

### Lokalverwaltung
Es gibt neun Kommunen mit „Kleinstadt“-Status (Thesaban Tambon) im Landkreis:
- Chorakhe Sam Phan (Thai: เทศบาลตำบลจรเข้สามพัน) bestehend aus dem kompletten Tambon Chorakhe Sam Phan.
- Chedi (Thai: เทศบาลตำบลเจดีย์) bestehend aus dem kompletten Tambon Chedi.
- Sa Yai Som (Thai: เทศบาลตำบลสระยายโสม) bestehend aus Teilen des Tambon Sa Yai Som.
- U Thong (Thai: เทศบาลตำบลอู่ทอง) bestehend aus Teilen des Tambon U Thong.
- Khun Phat Pheng (Thai: เทศบาลตำบลขุนพัดเพ็ง) bestehend aus Teilen des Tambon Sa Yai Som.
- Ban Don (Thai: เทศบาลตำบลบ้านดอน) bestehend aus dem kompletten Tambon Ban Don.
- Ban Khong (Thai: เทศบาลตำบลบ้านโข้ง) bestehend aus dem kompletten Tambon Ban Khong.
- Krachan (Thai: เทศบาลตำบลกระจัน) bestehend aus dem kompletten Tambon Krachan.
- Thao U Thong (Thai: เทศบาลตำบลท้าวอู่ทอง) bestehend aus Teilen des Tambon U Thong.

Außerdem gibt es sechs „Tambon-Verwaltungsorganisationen“ (องค์การบริหารส่วนตำบล – Tambon Administrative Organizations, TAO)
- Yung Thalai (Thai: องค์การบริหารส่วนตำบลยุ้งทะลาย) bestehend aus dem kompletten Tambon Yung Thalai.
- Don Makluea (Thai: องค์การบริหารส่วนตำบลดอนมะเกลือ) bestehend aus dem kompletten Tambon Don Makluea.
- Nong Ong (Thai: องค์การบริหารส่วนตำบลหนองโอ่ง) bestehend aus dem kompletten Tambon Nong Ong.
- Don Kha (Thai: องค์การบริหารส่วนตำบลดอนคา) bestehend aus dem kompletten Tambon Don Kha.
- Phlapphla Chai (Thai: องค์การบริหารส่วนตำบลพลับพลาไชย) bestehend aus dem kompletten Tambon Phlapphla Chai.
- Sa Phang Lan (Thai: องค์การบริหารส่วนตำบลสระพังลาน) bestehend aus dem kompletten Tambon Sa Phang Lan.